# خناصر
خناصر (به عربی: خناصر) یک منطقهٔ مسکونی در سوریه است که در منطقه السفیره واقع شده‌است.

## خصوصیات
خناصر ۲٬۳۹۷ نفر جمعیت دارد.